# Branca Doria
Branca Doria (Genova, 1233 circa – Genova, 1325) era un membro della famiglia genovese dei Doria, che compare nel canto XXXIII dell'Inferno di Dante Alighieri, nella terza zona del nono cerchio, e cioè nella Tolomea, dove sono puniti i traditori degli ospiti.

## Biografia
Egli era un patrizio genovese della celebre famiglia dei Doria, figlio di Nicolò (+ nel 1276). Ebbe vari incarichi politici in Sardegna e fu antenato del successivo Brancaleone Doria che lottò contro il dominio degli Aragonesi. I genitori erano Nicolò Doria, genovese, e Preziosa di Torres, sarda, della famiglia dei Lacon, la nonna paterna era Giorgia Lacon- Gunale, sorella di Mariano II. Preziosa era figlia naturale del Giudice di Torres Mariano II. Genova in questo periodo si batteva con Pisa per il potere sulla Sardegna, e le famiglie particolarmente interessate in questa competizione erano i Doria e i Malaspina.

### Il Giudicato di Torres
I Doria erano padroni nel 1266 di Alghero (che avevano trasformata in una loro città murata), Giave, Monteleone, Castelgenovese (poi Castelaragonese, infine Castelsardo), Casteldoria; delle regioni dell'Anglona, di Ardara, di Bisarcio, del Meilogu, del Cabuabbas, del Nurcara e di due terzi della Nurra. Si erano imparentati con le famiglie giudicali sarde, radicandosi sul territorio.

Per questo motivo Doria e Malaspina erano rimasti maggiormente coinvolti nelle vicende come anche nelle divisioni locali. Gli stessi membri delle due famiglie si erano suddivisi sin dal secondo Duecento in vari gruppi e clan, i Doria in una trentina di rami della stessa famiglia che talora entravano in reciproca competizione o addirittura in lotta tra di loro. In questa disputa per il potere che vedeva come attori membri di una stessa famiglia si inserisce l'episodio che fa di Branca Doria un personaggio infernale della Divina Commedia.

### Il matrimonio con Caterina figlia di Michele Zanche
Branca Doria aveva sposato la sedicenne Caterina Zanca, dalla quale acquistava diritti sul Giudicato di Torres. Caterina Zanca stando ai commentatori di Dante (della Divina Commedia) era figlia di Michele Zanche e di Bianca Lancia, e per i legami con Enzo, figlio di Federico II, vantava diritti sul Logudoro. Bianca Lanza era madre di Re Enzo, e non moglie, come confermano Landino e il Vellutello, essendo stata concubina dell'imperatore Federico II. Moglie di Enzo era stata Adelasia di Torres, già vedova di Ubaldo II dei Visconti di Gallura e deceduta molto prima del 1272; da lei veniva il titolo di giudicessa di Torres, in quanto il di lei fratello Barisone, unico erede maschio, era stato assassinato da fanciullo durante una rivolta in Sassari. In realtà Michele Zanche era stato l'amante di Adelasia, la moglie di Enzo, titolare del Giudicato, molto prima del suo matrimonio con Enzo. La disgrazia e poi la morte di Enzo, o l'annullamento del matrimonio voluto dal pontefice Innocenzo IV, della famiglia dei Fieschi, avevano liberato Adelasia la quale era tornata da Michele Zanche, pur permettendosi vari amanti. Michele aveva sfruttato questa situazione prendendo il potere nel Giudicato Turritano.

I rapporti di parentela si complicarono a causa dei rapporti intrafamiliari della famiglia sarda dei Lacon: Adelasia apparteneva infatti a questa famiglia, ed era sorella di Preziosa (la madre di Branca Doria); la figlia di Michele Zanche, Caterina, sposata da Branca, però non era sorellastra del Doria in quanto non era affatto figlia di Adelasia: infatti non si sa chi fosse la madre di Caterina)

### L'incertezza sul titolo di possesso della Sardegna
In questo passaggio resta tutta una serie di incertezze, e nella circostanza i legami si confondono, soprattutto per la non regolarità dei matrimoni e concubinaggi di Federico II, e poi dei Lacon; unica discendenza chiara era quella in linea maschile dei Doria.

La tesi, probabilmente errata, che vuole Michele Zanche marito della moglie favorita dell'imperatore, si riferisce pertanto a Bianca, piemontese, venuta dai castelli di famiglia di Brolo e probabilmente di Paternò e Gioia del Colle. Era degli Aleramici Lancia (o Lanza), nome preso da Manfredi, lancifero di Federico Barbarossa. Non è certo se fosse figlia di Manfredi II Lancia o del di lui figlio Bonifacio I d'Agliano, e fu amante di Federico II dal 1226, quando questi passando dal Piemonte la incontrò e la portò con sé. Gli diede due o tre figli legittimati nel 1241, morta la terza moglie imperiale Isabella d'Inghilterra. Sposò Federico II in extremis, forse con lo stratagemma di fingersi in punto di morte. I figli furono Manfredi (1232 – 1266), Costanza (1230 - 1307), Violante (1233 - 1264), ma probabilmente non Enzo (o Enzio).

Il diritto sul Giudicato di Logudoro aveva avuto un più complesso travaglio; era stato portato da Adelasia ad Enzo — o Enzio — figlio prediletto di Federico II che per la maggior parte degli storici era nato da un'altra amante, la nobile tedesca Adelaide, conosciuta dall'imperatore in una permanenza in Germania. Enzo nel 1238, a diciotto anni, aveva sposato la Lacon Adelasia di Sardegna, principessa dei Giudicati di Torres e Gallura, di dieci anni più anziana di lui e già vedova di Ubaldo Visconti. I pontefici furono contrari alla loro unione; Gregorio IX, per evitare la perdita dell'isola a lui nominalmente dipendente, volle sciogliere questo matrimonio. Dibattuta la sorte di Adelasia che di fatto tornava in Sardegna presso Michele Zanche con la prigioni adel marito. Secondo talune versioni, sempre dei commentatori di Dante, morta Adelasia nel 1249, Enzo sposò una nipote del cognato Ezzelino da Romano ed ebbe diversi figli, legittimi e illegittimi, di cui si ricordano Enrico, ignorato dal suo testamento e la illegittima Elena, ricordata dal testamento, poi moglie di Ugolino della Gherardesca. Vengono a questo punto meno ulteriori note sul passaggio del titolo sulla Sardegna, che fu raccolto infine per via matrimoniale da Michele Zanche, dalla stessa Bianca Lancia, ma la cosa pare non veritiera, e più probabilmente da Adelasia.

### Il passaggio dei titoli da Michele Zanche a Branca Doria
Unica certezza è che dall'unione, forse anche matrimoniale (ma non è certa la cosa) Michele Zanche guadagnava la nomina (forse) e il potere sul Giudicato Turritano. Tale potere lo aveva esercitato da tempo, ma a nome di altri, essendo siniscalco del delfino di Federico II, e forse in contrasto con i Pisani, che pare dal 1250 o dal 1257, quando avevano occupato il sassarese, avessero designato a tale ruolo Vernagallo. Raggiunta questa carica di fatto, con la nomina di re Enzo, detenuto e poi morto nel 1272 nella prigionia in Bologna (nel palazzo sulla piazza Maggiore), Zanche non esitò a sfruttarla per arricchirsi personalmente barattando le sue concessioni nelle più infamanti maniere; per questo Dante lo pone all'inferno tra i barattieri.
Branca Doria, sposandone la figlia e diventando genero di Michele Zanche, ora governatore di Logudoro in Sardegna, intendeva usurparne a sua volta la carica. Pertanto fece uccidere a tradimento il suocero durante un banchetto nella sua tenuta della Nurra, alla presenza del cugino Barisone Doria; ne fece quindi tagliare a pezzi il cadavere.
L'uccisione di Michele Zanche concludeva la successione dei giudici turritani aprendo le porte ai Genovesi. La regione venne divisa tra i vari membri delle famiglie arrivate dalla Liguria, i Doria, cui centro principale era Alghero e che tenevano CastelGenovese, MonLeone, CastelDoria, Roccaforte, e le terre di Anglona, Ardara, Bisarcio, Meilogo, Capo d'Acque, Nurcare e parte della Nurra, ed i marchesi Malaspina, già padroni di Bosa da essi edificata, che dominarono allora anche i castelli di Burci ed Osilo e le terre di Coghinas, Figulina e Monti. La decadenza di Torres il cui giudicato si disintegrava, favoriva la crescita di Sassari, resasi indipendente e Comune autonomo dal 1276.
L'assassinio di Michele Zanche doveva accadere attorno al 1275 anche se altre fonti lo vogliono collocare nel 1290. In realtà i motivi non sono chiari: il corrotto Michele Zanche se era abile nell'arricchirsi personalmente, vendendo le cariche di cui era responsabile e saccheggiando il denaro pubblico, non sapeva governare il paese ed era già nelle mani di Branca Doria. Il suo assassinio potrebbe anche essere stato determinato da una vendetta personale, come da una contesa interna alla famiglia di cui poco si sa.

### La corsa ai riconoscimenti di papa ed imperatore
Branca Doria non era ancora morto nel 1300, anno in cui si svolge la Commedia, ma la sua anima era precipitata all'Inferno non appena compiuto il peccato, mentre un diavolo faceva vivere nel mondo il suo corpo. In seguito Dante scrive anche un'amara invettiva contro Genova, per aver trovato un suo concittadino tra i peggiori peccatori.

Dante aveva probabilmente incontrato Branca Doria quando si erano trovati entrambi presso l'imperatore Enrico VII (Arrigo VII) di Lussemburgo, venuto in Italia; Dante vi si trovava per i suoi ideali, Branca Doria per interessi feudali; presso pare che in quell'occasione Branca Doria avesse schiaffeggiato il grande Poeta. Una versione cinquecentesca narra invece come Dante, alla corte di Arrigo VII, venisse aggredito violentemente dagli sgherri di Branca Doria per qualche maldicenza che in vena poetica aveva fatto con l'imperatore; l'avversione del Poeta a Branca era dovuta anche al fatto che il primo alla corte dell'imperatore era dedito a esporre le sue idee politiche, mentre Branca agiva nell'ombra e mutava a suo favore tali leggi e principi manipolando direttamente la debole volontà del sovrano che in Genova ospitava nelle sue case (nel Borghetto dei Doria, attorno alla piazza San Matteo).
Nel 1299 Branca Doria chiese a Bonifacio VIII di confermare i suoi diritti sul Logudoro, che potevano essere messi in dubbio dal fatto che la di lui madre, Preziosa Lacon, era figlia illegittima. Il Logudoro fu la regione cui dedicò metà della sua esistenza e nella quale fu ucciso nel 1325, perché divenuto scomodo all'allora sopraggiunto potere aragonese. Per farsi accettare dal pontefice, essendo ghibellino, si spostò su posizioni filoguelfe grazie al matrimonio tra il di lui figlio Bernabò o Barnaba, con Eleonora Fieschi, essendo i Fieschi dalla parte del Pontefice.
L'apoteosi del potere di Branca la si colloca al momento dell'arrivo di Arrigo VII di Lussemburgo, quando l'imperatore fu in Genova (1311), e dal quale il Doria seppe esaudire molte richieste di riconoscimenti e titoli vari a suo fine.

### La direzione del partito ghibellino e l'alleanza con Matteo Visconti
Vera mente della sua famiglia restava nonostante la tarda età Branca Doria, ed il di lui figlio Bernabò seguiva di fatto le sue direttive. Fu probabilmente Branca ad organizzare il matrimonio di maggior successo per la famiglia, tra la nipote (figlia di suo figlio Bernabò) Valentina o Violante, e Stefano Visconti, della famiglia che rappresentava il partito ghibellino in Italia Settentrionale. Nel periodo della cacciata dei Ghibellini da Genova (1317) Branca dirigeva la sua politica da Savona, e grazie a quel matrimonio i Visconti inviarono grossi aiuti militari ai ghibellini genovesi che attaccavano la città nell'intento di riprenderne il possesso.

### La conquista aragonese della Sardegna e l'assassinio di Branca Doria
Infine Branca Doria si dedicò al Turritano, che stava per essere invaso da Alfonso d'Aragona, infante di Giacomo II. Pur professando fedeltà al re aragonese, Branca comprendeva che, se questi si fosse impossessato dell'isola, sarebbe stata la fine del suo potentato in ascesa. Tentò, pare, anche, sempre dirigendo l'azione di vari parenti tra cui quella del figlio Bernabò, di riavvicinarsi agli odiati Pisani che aveva da sempre combattuto.
Non si hanno notizie precise sulla morte di Branca Doria. Pare morisse assassinato in Sardegna, ormai vecchissimo ma sempre temibile per gli avversari. Lo storico spagnolo Zurita è l'unico a raccontare le possibili modalità della sua uccisione. Branca, ormai ultraottantenne ma sempre combattivo, cercava probabilmente di emanciparsi dal potere della corona aragonese pur essendosi dovuto ad essa assoggettare con la conquista delle roccaforti Pisane a Cagliari e Iglesias nel 1323. Una sommossa organizzata dai filoaragonesi a Sassari portò alla sua cattura, e benché i parenti chiedessero a Barcellona la grazia a Giacomo II, questi non ne volle sapere e Branca venne ucciso dai partigiani di Ugone di Arborea (1325). Non gli sopravvisse di molto il figlio Bernabò, da sempre suo braccio destro, che morì nel 1325. I suoi discendenti riuscirono però a restare in posizioni di potere ancora a lungo in Sardegna, pur sotto la corona aragonese.

## Nella Divina Commedia
Non era ancora morto nel 1300, l'anno in cui Dante Alighieri colloca nel tempo la Commedia, ma il poeta inventa una particolarità della zona della Tolomea, i cui peccatori verrebbero dannati non appena compiuto il peccato, mentre un diavolo prende possesso del loro corpo che continua a vivere nel mondo il tempo che gli è stato assegnato. Quando Dante incontra Frate Alberigo nella Tolomea (Inf. XXXIII) egli nomina Branca Doria come uno dei suoi compagni di pena, posizionato alle sue spalle e che si trova lì ormai da anni:
(Inf. XXXIII, vv. 137-138)
Dinanzi al dubbioso parere di Dante, convinto che Branca Doria sia ancora vivo come lo stesso Alberigo, questi spiega infatti come l'anima di Doria fosse già finita nella Tolomea dopo aver ordinato l'omicidio di Michele Zanche nel 1275. Anche in questo caso, com'è successo con altri personaggi, la figura di Doria è completamente muta e assente, pietrificata nel suo supplizio.

## Palazzo di Branca Doria
A Genova esiste tuttora il palazzo di Branca Doria, in piazza San Matteo accanto alla chiesa nobiliare dei Doria (chiesa di San Matteo).

## I Doria discendenti di Branca Doria (Liguria, Sardegna e Brasile)
Branca Doria si muove tra Liguria e Sardegna, soprattutto nella seconda regione. In conseguenza la sua famiglia si divide tra le due zone, alcuni restano in Liguria, altri si spostano definitivamente in Sardegna.

La figlia Violante Doria sposa Oberto Doria, detto Dorino, signore di Loano e patrizio genovese; riallaccia qui i legami con i rami di famiglia del Ponente Ligure.

Del ramo sardo-genovese, da Caterina Zanche Branca Doria ebbe il figlio Bernabò Doria, signore di Sassello e Logudoro.
Una figlia di Bernabò Doria, Valentina, sposò in prime nozze Franceschino Del Carretto, ed in seconde il duca di Milano Stefano Visconti (col quale è sepolta in Sant'Eustorgio a Milano), divenendo madre di Matteo, Bernabò e Galeazzo Visconti.

Bernabò (o Barnaba) fu impegnato come il padre nella lotta paterna per il dominio sull'isola e pare venisse assassinato nel 1325, forse assieme al padre.

La famiglia di Branca Doria era in Sardegna strettamente legata agli interessi dell'altra famiglia ligure, o ligure-toscana, quella dei marchesi Malaspina. Dai Malaspina Branca Doria aveva acquistato molte terre.
Il nipote di Branca Doria - figlio del di lui figlio Bernabò Doria – Brancaleone Doria (senior), sposava Isotta Malaspina, del ramo dei Malaspina di Villafranca (figlia di Federigo e sorella di Tommaso I, quest'ultimo iniziatore del ramo dei Malaspina di Cremolino).

Quando gli Aragonesi conquistarono in Sardegna tutti i possessi doriani, dal 1353, resiste solo il figlio omonimo di Brancaleone Doria, pronipote di Branca Doria , che nel 1357 si schierò dalla parte di Pietro IV d'Aragona, ottenendo dal sovrano la signoria di Castel Genovese (alias Castel Doria), Monteleone Rocca Doria e delle incontrade di Nurcara, Cabuabbas, Anglona, Bisarcio. In tal modo quest'ultimo retaggio genovese in Sardegna sopravvisse sino al 1448, grazie a Nicolò Doria, che per ultimo tenne Castelgenovese. Questi Doria si naturalizzarono in Sardegna e presero parte alle vicende dell'isola, come Brancaleone Doria che con la moglie Eleonora d'Arborea lasciò Castelgenovese per prendere in mano le redini del giudicato in guerra col regno di Sardegna.
Una discendente di Branca Doria, Clemenza Doria, figlia del banchiere Aleramo Doria e Benedetta Cattaneo, dopo essere cresciuta nella corte della regina Caterina di Portogallo viene trasferita in Brasile verso il 1556, nella città di Salvador dove si sposa prima con Sebastião Ferreira, e dopo la morte di quest'ultimo con Fernão Vaz da Costa , figlio del giudice Dottore Cristovão da Costa, massima autorità giuridica nel Portogallo, dando origine al ramo dei Costa Doria nello stato di Bahia.